# Sakaramyaspis beguei
Sakaramyaspis beguei är en insektsart som beskrevs av Mamet 1954. Sakaramyaspis beguei ingår i släktet Sakaramyaspis och familjen pansarsköldlöss.
Artens utbredningsområde är Madagaskar. Inga underarter finns listade i Catalogue of Life.